# Ascute
Genre
Ascute est un genre d'éponges de la famille Leucosoleniidae. Les espèces au sein de ce genre sont marines et se rencontrent dans les eaux australiennes.

## Liste d'espèces
Selon World Register of Marine Species (5 février 2017) :
- Ascute asconoides (Carter, 1886)
- Ascute uteoides (Dendy, 1893)